# Canon EF 50mm
Les EF 50mm  sont des objectifs à focale fixe, utilisant la monture EF (pour les boîtiers Canon EOS) produits par Canon. Ils diffèrent par leur ouverture maximale. Sur les sept EF 50mm commercialisés par Canon, deux sont de la série L, trois disposent d'auto-focus à moteurs ultrasoniques, et un d'un moteur STM (STepping Motor), censé offrir une mise au point silencieuse pendant les prises de vues vidéo avec les boitiers compatibles.
- f/1.0L USM[1] (production arrêtée, remplacé par le f/1.2L)
- f/1.2L USM[2]
- f/1.4 USM[3]
- f/1.8[4] (production arrêtée, remplacé par le  f/1.8 II)
- f/1.8 II[5] (production arrêtée, remplacé par le f/1.8 STM)
- f/1.8 STM
- f/2.5 Compact Macro[6]

Lorsqu'ils sont montés sur des boitiers numériques à petit capteur, l'angle de vue de ces objectifs peut varier d'un équivalent 65 mm (pour des capteurs APS-H) à 80 mm (pour des capteurs APS-C).

## EF 50mm f/1.0L USM
Le EF 50mm f/1.0L USM, dont la production est arrêtée, est un objectif professionnel de série L. Il était, durant sa production, l'objectif Canon le plus lumineux.
Le fût et la baïonnette de cet objectif sont en métal, ses extrémités sont en plastique. Sa bague de mise au point est en caoutchouc, et assistée par le moteur. L'objectif possède une graduation de profondeur de champ pour la photographie infrarouge, ainsi que la possibilité de sélectionner une mise au point minimale à 0,6 ou 1 mètre. Son diaphragme à huit lames ouvre à f/1, et permet donc des profondeurs de champ très courtes ou des photos en basse lumière. Le bloc optique contient 11 éléments, dont deux lentilles asphériques. L'avant de l'objectif s'étend lors de la mise au point.
Malgré son prix et sa grande ouverture, le f/1.0L n'est particulièrement net à aucune ouverture, et les deux autres versions, moins chères à et plus petite ouverture, ont un piqué meilleur dès f/2.8. Ce problème, combiné au prix de production élevé et de faibles ventes, ont provoqué l'arrêt de sa production et son remplacement par la version f/1.2.

## EF 50mm f/1.2L USM
Le EF 50mm f/1.2L USM est un objectif professionnel de série L qui a remplacé la version f/1.0L. En 2010, il est, avec le 85 mm f/1.2, l'objectif le plus lumineux produit par Canon.
Le fût et la baïonnette de cet objectif sont en métal, ses extrémités sont en plastique. L'objectif possède une bague de mise au point en caoutchouc assistée par le moteur, une graduation de profondeur de champ pour la photographie infrarouge et est « anti-ruissellement », c'est-à-dire partiellement étanche. Son diaphragme circulaire à huit lames ouvre à f/1.2, et permet donc des profondeurs de champ très courtes ou des photos en basse lumière. Le bloc optique contient 8 éléments, dont une lentille asphérique.

## EF 50mm f/1.4 USM

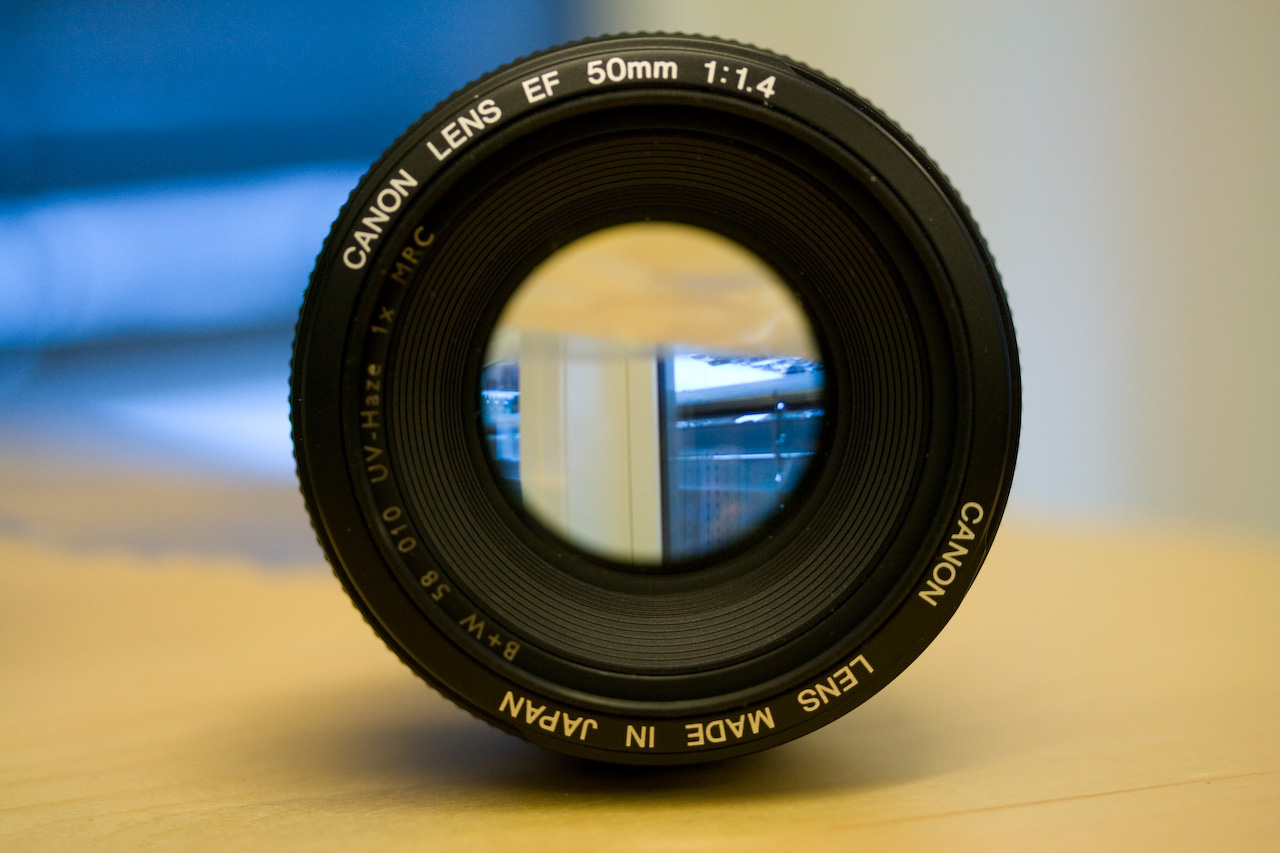
EF 50mm f/1.4 USM, à pleine ouverture.

Le  EF 50mm f/1.4 USM est un objectif grand public, et le moins cher des objectifs ouvrant à f/1.4 produits par Canon (en 2010). La baïonnette de cet objectif est en métal, mais son fût et ses extrémités sont en plastique. L'objectif possède une graduation de profondeur de champ pour la photographie infrarouge, et un diaphragme à huit lames. Le bloc optique contient 7 éléments, sans lentilles spéciales. La mise au point étend l'avant de l'objectif ; elle peut être totalement manuelle, et est faite par un moteur ultrasonique en mode automatique. Sa mise au point est rapide, mais tout de même moins que la plupart des autres objectifs USM de la marque.

## EF 50mm f/1.8
Le  EF 50mm f/1.8  dont la production est arrêtée, est un objectif économique, qui a été remplacé par le EF 50mm f/1.8 II. La baïonnette de cet objectif est en métal, mais son fût et ses extrémités sont en plastique. L'objectif possède une graduation de profondeur de champ pour la photographie infrarouge et un diaphragme à cinq lames.
Le bloc optique contient six éléments, sans lentilles spéciales. La mise au point étend l'avant de l'objectif ; elle peut être totalement manuelle. Sa mise au point est assez rapide, mais audible.

## EF 50mm f/1.8 II
Le  EF 50mm f/1.8 II remplace le EF 50mm f/1.8 depuis 1991. Grâce à son bas prix et sa bonne qualité optique, c'est un succès commercial. De conception simple, il est entièrement en plastique. Il diffère de la version précédente par sa construction plastique et la suppression des graduations de profondeur de champ. Il est équivalent optiquement à son prédécesseur.

## EF 50mm f/1.8 STM
Le EF 50mm f/1.8 STM remplace le EF 50mm f/1.8 II depuis mai 2015. Le fût est en plastique et la baïonnette en métal. Il diffère de son prédécesseur par le nombre de lamelles de diaphragme (7 au lieu de 5) et sa distance minimale de mise au point (0,35m au lieu de 0,45m). Il est doté d'un moteur STM permettant la mise au point constante de manière quasi silencieuse pendant les prises de vues vidéo sur les boitiers compatibles. Il n'est pas stabilisé et comporte uniquement un interrupteur pour désactiver la mise au point automatique. C'est le troisième objectif à focale fixe doté d'un moteur STM, après le EF 40mm f/2.8 STM et le EF-S 24mm f/2.8 STM.

## EF 50mm f/2.5 Compact Macro

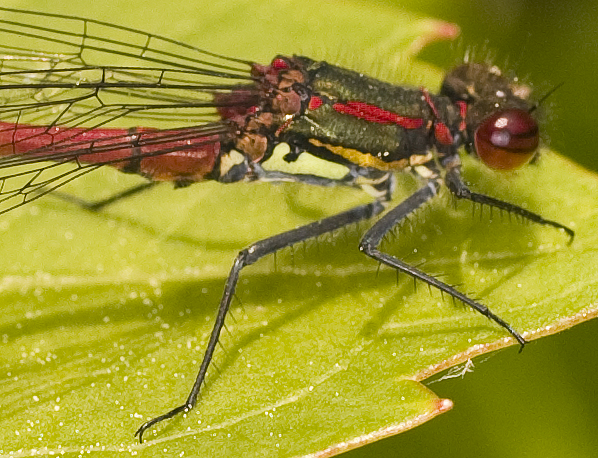
Gros plan pris au 50 mm Compact Macro.

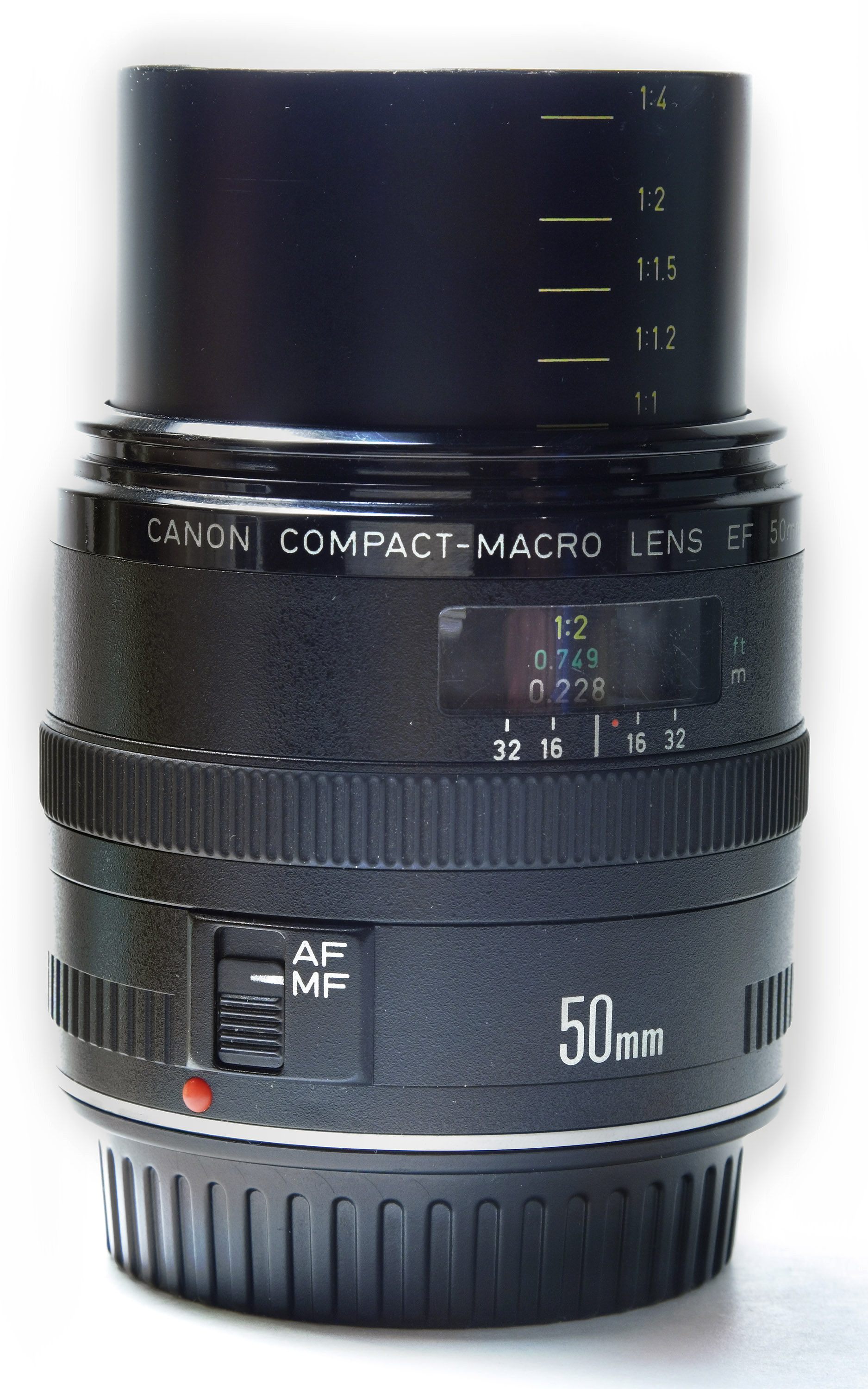
Canon EF 50mm compact macro avec le fût interne sorti.

Le EF 50mm f/2.5 Compact Macro est un objectif relativement bon marché, mis sur le marché en 1987, et conçu pour la macrophotographie ; il peut faire le point jusqu'à 23 centimètres et peut agrandir jusqu'à 0,5.
La baïonnette de cet objectif est en métal, mais son fût et ses extrémités sont en plastique. L'objectif possède une graduation de profondeur de champ pour la photographie infrarouge, et une graduation de taux d'agrandissement. Le taux d'agrandissement de 0,5 rend cet objectif utilisable pour la photographie de documents et d'objets d'au moins 5 centimètres, moins pour la photographie d'insectes par exemple. Le fût externe permet le montage du flash circulaire Canon MR-14. Le diaphragme à six lames permet des bokeh relativement bons.
Les tests de cet objectif le décrivent comme ayant une qualité de construction acceptable, avec de très bons contraste et couleurs, une distorsion négligeable, et comme étant très net après f/4, avec un optimum à f/5.6. Par contre, son autofocus est relativement lent et bruyant,.

## Specifications des objectifs
| Nom                         | f/1,0L USM              | f/1,2L USM             | f/1,4 USM              | f/1,8                  | f/1,8 II               | f/1.8 STM              | f/2,5 Compact Macro    |
| --------------------------- | ----------------------- | ---------------------- | ---------------------- | ---------------------- | ---------------------- | ---------------------- | ---------------------- |
| Image                       |                         |                        |                        |                        |                        |                        |                        |
| Caractéristiques générales  |                         |                        |                        |                        |                        |                        |                        |
| Courte focale arrière       | Non                     | Non                    | Non                    | Non                    | Non                    | Non                    | Non                    |
| Stabilisateur               | Non                     | Non                    | Non                    | Non                    | Non                    | Non                    | Non                    |
| Moteur ultrasonique         | Oui                     | Oui                    | Oui                    | Non                    | Non                    | Non                    | Non                    |
| Série L                     | Oui                     | Oui                    | Non                    | Non                    | Non                    | Non                    | Non                    |
| Objectif macro              | Non                     | Non                    | Non                    | Non                    | Non                    | Non                    | Oui (1:2)              |
| Données techniques          |                         |                        |                        |                        |                        |                        |                        |
| Ouverture (max/min)         | f/1,0-f/16              | f/1,2-f/16             | f/1,4-f/22             | f/1,8-f/22             | f/1,8-f/22             | f/1,8-f/22             | f/2,5-f/32             |
| Construction                | 9 groupes / 11 éléments | 6 groupes / 8 éléments | 6 groupes / 7 éléments | 5 groupes / 6 éléments | 5 groupes / 6 éléments | 5 groupes / 6 éléments | 8 groupes / 9 éléments |
| Nombre de lames             | 8                       | 8                      | 8                      | 5                      | 5                      | 7                      | 6                      |
| Distance minimale           | 0,6m                    | 0,45m                  | 0,45m                  | 0,45m                  | 0,45m                  | 0,35m                  | 0,2m                   |
| Grossissement max           | 0,15x (1:6,6)           | 0,15x (1:6,6)          | 0,15x (1:6,6)          | 0,15x (1:6,6)          | 0,15x (1:6,6)          | 0,21x                  | 0,50x (1:2)            |
| Angle de champ horizontal   | 40°                     | 40°                    | 40°                    | 40°                    | 40°                    | 40°                    | 40°                    |
| Angle de champ diagonal     | 46°                     | 46°                    | 46°                    | 46°                    | 46°                    | 46°                    | 46°                    |
| Angle de champ vertical     | 27°                     | 27°                    | 27°                    | 27°                    | 27°                    | 27°                    | 27°                    |
| Taille                      |                         |                        |                        |                        |                        |                        |                        |
| Poids                       | 985g / 2,2lb            | 545g / 1,2lb           | 290g / 0,6lb           | 190g / 0,4lb           | 130g / 0,3lb           | 159g                   | 280g / 0,6lb           |
| Diamètre max.               | 91,5mm / 3,6in          | 85,4mm / 3,6in         | 73,8mm / 2,9in         | 67,4mm / 2,6in         | 68,2mm / 2,6in         | 69,2mm                 | 67,6mm / 2,7in         |
| Longueur                    | 81.5mm / 3.2in          | 65.5mm / 2.6in         | 50.5mm / 2.0in         | 42.5mm / 1.7in         | 41mm / 1.6in           | 39,3mm                 | 63mm / 2.5in           |
| Diamètre de filtre          | 72mm                    | 72mm                   | 58mm                   | 52mm                   | 52mm                   | 49mm                   | 52mm                   |
| Accessoires                 |                         |                        |                        |                        |                        |                        |                        |
| Pare-soleil                 | ES-79II                 | ES-78                  | ES-71II                | ES-65                  | ES-62AD                | ES-68                  | n/a                    |
| Ancien étui                 | -                       | -                      | ES-C9                  | ES-C9                  | ES-C9                  |                        | ES-C9                  |
| Étui                        | LP1216                  | LP1214                 | LP1014                 | LP1014                 | LP1014                 | LP1014                 | LP814                  |
| Commercialisation           |                         |                        |                        |                        |                        |                        |                        |
| Date de mise sur le marché  | Septembre 1989          | août 2006              | Juin 1993              | Mars 1987              | Décembre 1990          | Mai 2015               | Décembre 1987          |
| Toujours en production?     | Non                     | Oui                    | Oui                    | Non                    | Non                    | Oui                    | Oui                    |
| Prix de vente conseillé ($) | 4210$                   | 1599$                  | 520$                   |                        |                        | 129$                   |                        |